# La Niña de los Peines

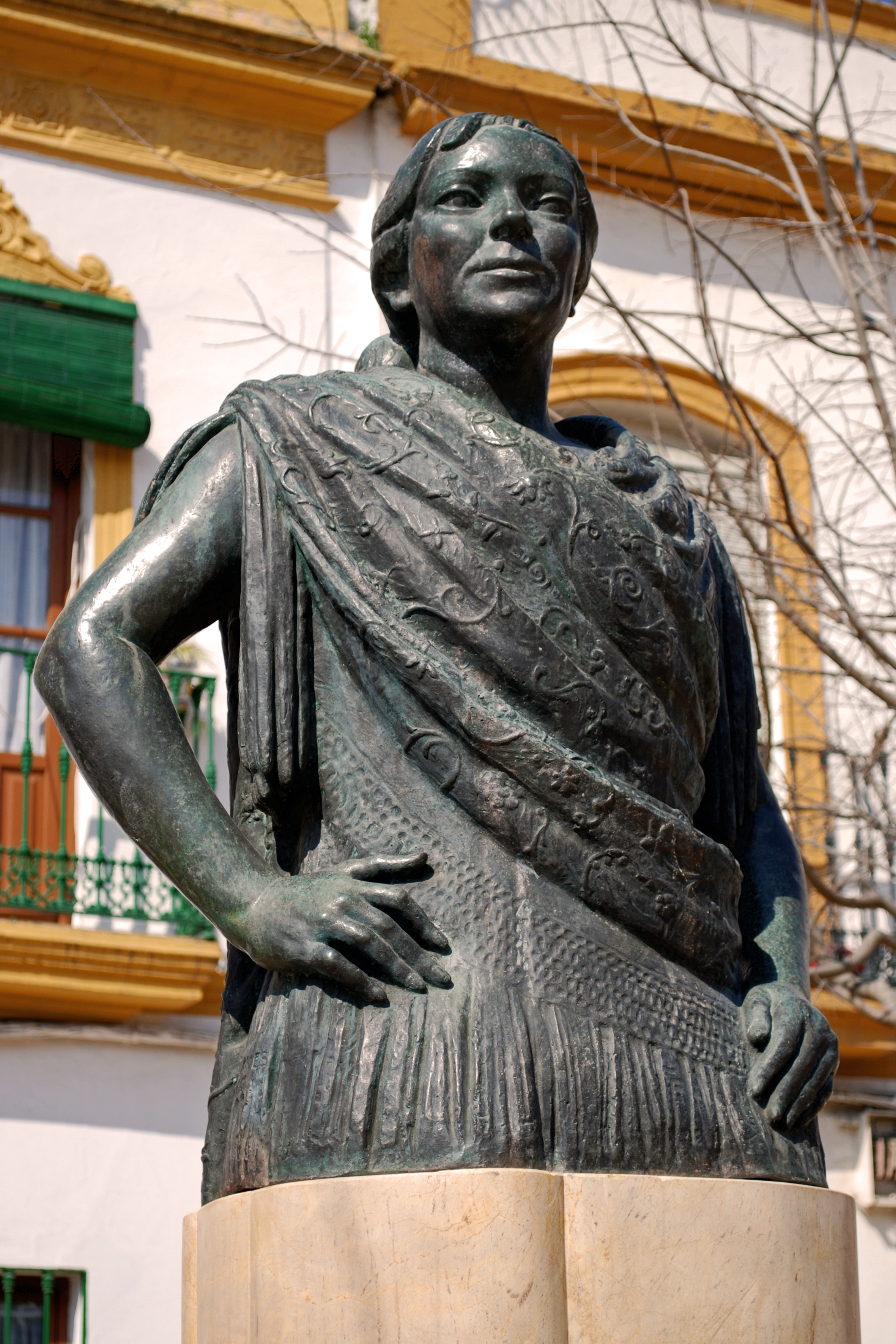
La Niña de los Peines, Statue in der Alameda de Hércules in Sevilla

Pastora María Pavón Cruz (* 10. Februar 1890 in Sevilla; † 26. November 1969 ebenda), genannt La Niña de los Peines („Das Mädchen mit den Kämmen“), war eine berühmte spanische Flamencosängerin.

## Leben und Wirken
Bereits mit etwa acht Jahren trat Pastora Pavón öffentlich auf. Ihren Künstlernamen erhielt sie aufgrund einer Tango-Strophe, die sie Kind erstmals in einem Sevillaner Café gehört hatte und in den Anfangsjahren ihrer Karriere mit Vorliebe sang:

«Péinate tú con mis peines; / mis peines son de canela; / la gachí que se peina con mis peines, / canela lleva de veras.»

„Kämme dich mit meinen Kämmen, / meine Kämme sind aus Zimt, / das Mädchen, das sich mit meinen Kämmen kämmt, / nimmt wirklich Zimt mit sich.“

Im Jahr 1901 soll sie bzw. ihre Mutter von der Journalistin Carmen de Burgos interviewt worden sein. Im Jahre 1903 debütierte Pastora Pavón im Madrider Café del Brillante. Zu dieser Zeit  lernte sie den Maler Ignacio Zuloaga kennen und lieben. Sie ging mit ihm nach Bilbao, wo sie sich bald im Café de las Columnas als Flamencosängerin etablierte. Nach ihrer Trennung von Zuloaga kehrte Pavón nach Sevilla zurück. Etwa 1910 erfolgten ersten Tonaufnahmen Pavóns mittels des neuen Mediums Schallplatte. Sie galt als größte Flamencosängerin ihrer Zeit und wurde 1922 als Ehrengast von Garcís Lorca zum Concurso de Cante jondo eingeladen. Im Jahr 1925 begann sie eine gemeinsame Konzertreise mit Pepe Marchena. 1931 heiratete sie den elf Jahre jüngeren Flamencosänger José Torres Garzón, bekannt als Pepe Pinto (1903–1969), den sie auf einer ihrer Reisen mit Pepe Marchena kennengelernt hatte und mit dem sie bis an ihr Lebensende, dem drei Jahre einer fortgeschrittenen Altersdemenz vorangingen, zusammenblieb.

## Diskografie (Auswahl)
- 2005 Cantes Gitanos de la Niña de los Peines
- 2002 Grabaciones discos pizarra. 1930–1940
- 1997 Voz de estaño fundido